# Гай Горацій Пульвілл
Гай Горацій Пульвілл (лат. Gaius Horatius Pulvillus; ? — після 457 до н. е.) — політичний та військовий діяч часів ранньої Римської республіки, консул 477 та 457 до н. е.

## Життєпис
Походив з патриціанського роду Гораціїв. Син Марка Горація Пульвілла, консула 509 та 507 років до н. е. Про молоді роки немає відомостей. 
Увійшов до колегії авгурів. У 477 році до н. е. його було обрано консулом разом з Тітом Мененієм Ланатом. Йому було доручено виступити проти вольсків. Тут він діяв з успіхом, проте не досяг вирішальної перемоги. Того року Рим було атаковано союзом етруських міст на чолі з Вейями. Саме втручання Горація врятувало консула Мененія біля пагорба Янікул. Після цього у двох важких битвах при храмі Надії на Ексвіліні та Коллінської брами консули зуміли перемогти, але лише захистити Рим від захоплення — етруски лише відступили до свого табору.
У 457 році до н. е. його було обрано консулом вдруге, цього разу разом з Квінтом Мінуцієм Есквіліном. Підтримав закон Терентілія, за яким кількість народних трибунів збільшено до 10. Очолив армію проти еквів, яких переміг на горі Альгід. Слідом за цим рушив до міст Ортона й Корбіон, які підкорив та розмістив там римську залогу. Про подальшу діяльність нічого не відомо.